# Rusia Lampel
Rusia Lampel (geboren als Rusia Schlamm 25. Dezember 1901 in Krościenko, Österreich-Ungarn; gestorben 31. Januar 1978 in Jerusalem, Israel) war eine österreichisch-israelische Schriftstellerin.

## Leben
Rusia Schlamm stammte aus einer kinderreichen Familie; ein Bruder war der Journalist William S. Schlamm. Die Familie zog 1909 nach Wien. Dort studierte Schlamm Kunstgeschichte und war im zionistischen Jugendbund aktiv. Sie heiratete den Organisten und Musikwissenschaftler Max Lampel. Sie bekamen den Sohn Age, der Mitglied in der Hagana wurde und Soldat im Israelischen Unabhängigkeitskrieg war; unter der psychischen Last des Erlebten verübte er in den 1960er Jahren Suizid.
Rusia und Max Lampel gingen 1926 erstmals nach Palästina, bevor sie 1934 endgültig nach Palästina emigrierten. Dort lebten sie zunächst in Tel Aviv und übersiedelten dann nach Jerusalem.
Rusia Lampel schrieb Hörspiele und später Jugendbücher zu israelischen Themen in deutscher Sprache für ein deutsches Lesepublikum. Sie war Mitglied des Verbandes deutschsprachiger Schriftsteller Israels. Für das Buch Der Sommer mit Ora (1964) erhielt sie 1965 beim Deutschen Jugendliteraturpreis eine Prämie.

## Werke (Auswahl)
- Der Sommer mit Ora. Aarau: Sauerländer, 1964.
- Eleanor: Wiedersehen mit Ora. Aarau: Sauerländer, 1965.
- Irith und ihre Freunde. 14 Gutenachtgeschichten. Illustrationen Edith Schindler. Aarau: Sauerländer, 1966.
- Keine Nachricht von Ruben. Aarau: Sauerländer, 1968.
- Schuhe für Adina: Roman. München: Langen Müller, 1969.
- Alice in England: Roman. München: Langen Müller, 1973.
- Als ob wir im Frieden lebten. Freiburg im Breisgau: Herder, 1974.